# Albert Soboul
Albert Marius Soboul (* 27. April 1914 in Ammi-Moussa (Oran), Algerien; † 11. September 1982 in Nîmes) war ein französischer Historiker und Kommunist. Bekannt ist er für seine Werke zur Französischen Revolution und Napoléon Bonaparte.

## Leben
Noch im Jahr von Albert Sobouls Geburt starb der Vater. Nach dem Tod seiner Mutter im Jahre 1922 lebte Albert zusammen mit seiner älteren Schwester Gisele bei einer Tante in Algier. Später zog die Familie nach Nîmes, wo er zunächst das dortige Gymnasium besuchte und dann später an das Gymnasium Louis-le-Grand in Paris wechselte. Nach dem Schulabschluss studierte er an der Sorbonne.
Als kommunistischer Student veröffentlichte er 1936 unter dem Pseudonym Pierre Derocles ein Buch über den Revolutionär Louis Antoine de Saint-Just. 1939 trat er der kommunistischen Partei bei. Seinen Militärdienst leistete er 1939 bis 1940 bei der Artillerie, ohne jedoch in Kämpfe verwickelt zu werden. Danach begann er am Gymnasium von Montpellier zu unterrichten, wurde jedoch im Juli 1942 aufgrund politischer Aktivitäten entlassen. Die folgenden Jahre verbrachte er mit Forschungen am Musée des Arts et Traditions Populaires.
Nach dem Ende der deutschen Besatzung nahm er seine Lehrtätigkeit wieder auf und unterrichtete zunächst in Montpellier, später an den Gymnasien Marcelin Berthelot und Henri IV. Soboul schloss später Freundschaft mit dem Historiker Georges Lefebvre und promovierte bei ihm mit seiner 1100-seitigen Dissertation Les sans-culottes parisiens en l’an II. Daraufhin wurde er zunächst an die Universität Clermont-Ferrand berufen und folgte 1967 Marcel Reinhard auf den Lehrstuhl für die Geschichte der Französischen Revolution an der Sorbonne.
Albert Soboul war nach dem Tod von Georges Lefebvre einer der Hauptvertreter der Geschichtsschreibung der Französischen Revolution und der Hauptgegner der sogenannten revisionistischen Historiker wie François Furet und Denis Richet.

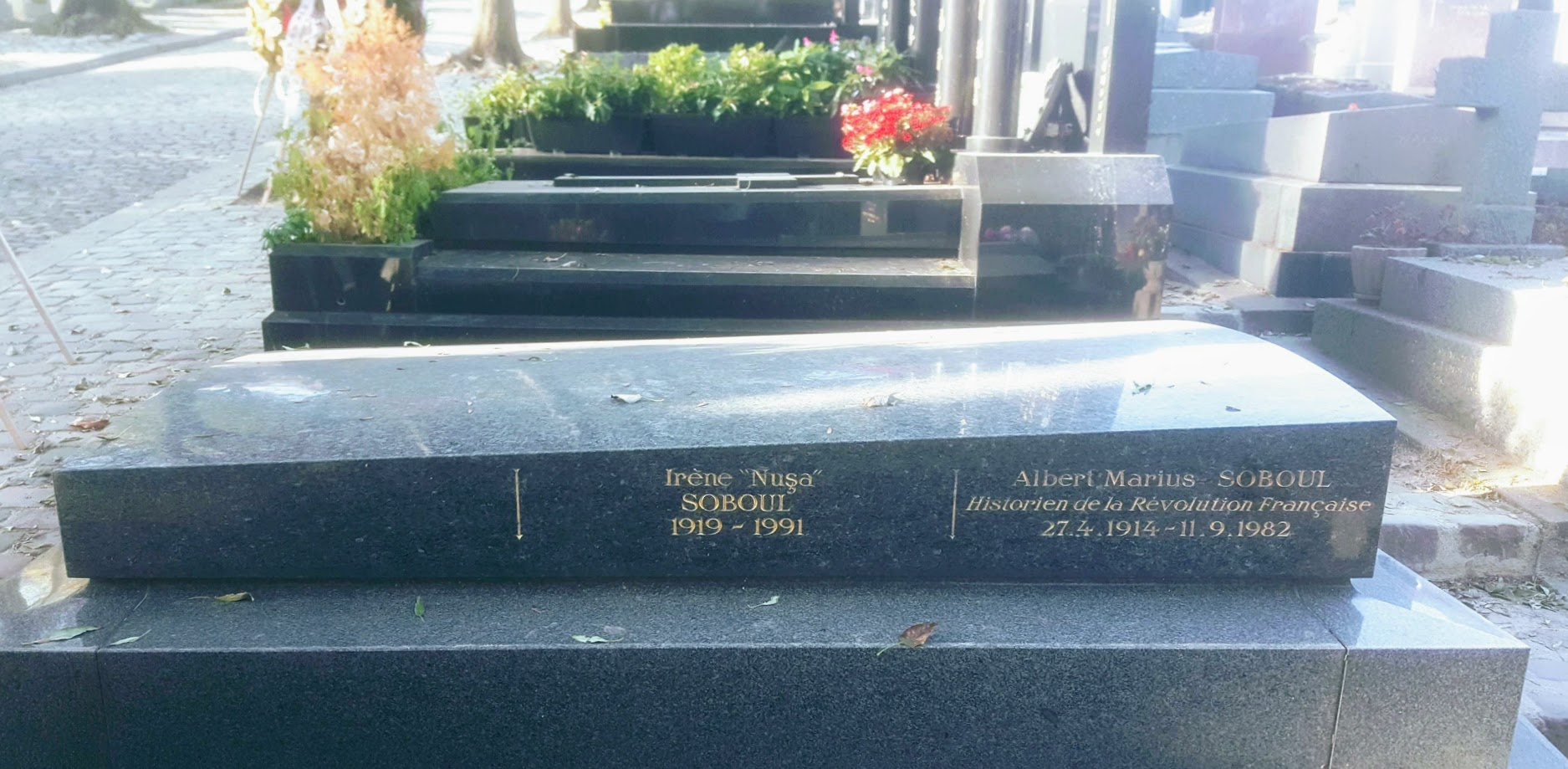
Grab von Albert Soboul auf dem Pariser Friedhof Père-Lachaise

Soboul ist auf dem Friedhof Père-Lachaise nicht weit von der Mauer der Föderierten begraben, wo im Mai 1871 die letzten Kämpfer der Pariser Commune erschossen worden sind.
1974 wurde ihm von der Karl-Marx-Universität Leipzig die Ehrendoktorwürde verliehen.

## Ansichten zur Französischen Revolution
Sobouls Hauptwerk ist „Die Geschichte der großen französischen Revolution“, das bis heute nicht zuletzt dank der verständlichen Darstellungsweise zu den Standardwerken über die Revolution zählt.
Soboul legt bei der Beschreibung der Revolution als Marxist großen Wert auf die Klassenkämpfe in dieser Epoche und analysiert immer wieder die Interessen der verschiedenen Gesellschaftsschichten und untersucht, wie diese den Revolutionsverlauf beeinflussten.
Schwerpunkt des Buches ist die Terrorherrschaft. Diese ist für ihn ein Kompromiss zwischen den kleinbürgerlichen Jakobinern und den Pariser Unterschichten, den Sansculotten. Für ihn ist diese Epoche der
Höhepunkt der Revolution, weil hier die soziale Frage erstmals die Politik bestimmte. Daher bewertet er den Terror insgesamt positiv:

„Er übertrug den Regierungsausschüssen die Zwangsgewalt, die es ihnen ermöglichte, die Autorität des Staates wieder aufzurichten und allen die Ordnung des Staatswohls aufzuzwingen. Er trug zur Entwicklung des Gefühls nationaler Solidarität bei und brachte die Klassenegoismen vorübergehend zum Schweigen. Insbesondere ermöglichte der Terror die Durchführung der Zwangswirtschaft, die für die Kriegsanstrengungen und die Rettung der Nation notwendig war. In diesem Sinne trug die Schreckensherrschaft zum Sieg bei.“

## Schriften (Auswahl)
- L’Armée nationale sous la Révolution. Éditions France d’abord, 1945.
- Les Sans-culottes parisiens en l’an II. Mouvement populaire et gouvernement révolutionnaire (1793–1794). La Roche-sur-Yon 1958.
- La Révolution française. 1789–1799. Éditions sociales, 1948.
- Histoire de la Révolution française. (2 Bände, 1. De la Bastille à la Gironde; 2. De la Montagne à Brumaire), Éditions sociales, 1962.
- La Civilisation de la Révolution française. (Erschienen ist nur der erste Band: La crise de l'Ancien Régime), Arthaud, 1970.
- mit Walter Markov: 1789 – Die Große Revolution der Franzosen. Akademie-Verlag, Berlin, 1973.
- Französische Revolution und Volksbewegung: die Sansculotten. Rütten & Loening, Berlin 1962; Frankfurt a. M., Suhrkamp 1978, ISBN 978-3518109601